# 군단 목록
이 문서는 군사에서 군단에 관한을 목록을 모은 색인 문서이다.

## 나라별
- 미국의 군단 목록
- 독일 국방군의 군단 목록
- 영국
  - 영국의 제1차 세계 대전 동안의 군단 목록
  - 영국의 제2차 세계 대전 동안의 군단 목록
- 일본 제국 육군의 군 목록
- 인도의 군단 목록
- 프랑스의 군단 목록
  - 프랑스 대육군의 군단 목록
  - 프랑스의 제1차 세계 대전 동안의 군단 목록
  - 프랑스의 제2차 세계 대전 동안의 군단 목록

## 같이 보기
- 연대 목록 (군사)
- 여단 목록
- 사단 목록
- 사령부 목록

| Disambiguation icon | 이 문서는 명칭이 같고 같은 종류에 속하는 여러 대상을 연결하는 색인 문서입니다. |